# Marcelo Garcia
Marcelo Garcia (Rio de Janeiro, 5 de novembro de 1972) é um dublador e diretor de dublagem brasileiro. Ele já trabalhou em vários filmes e séries, tendo se destacado muito. É casado com a também dubladora Maíra Góes. Dublou o protagonista Relâmpago McQueen nas animações Carros, Carros 2 e Carros 3 da Disney; Flash no desenho Liga da Justiça; e Gavião Arqueiro no Universo Cinematográfico Marvel. 
Foi indicado a Melhor Dublador de Protagonista no Prêmio Yamato de 2010. Em 2012, Marcelo Garcia e sua esposa, Maíra Góes, apresentaram o Prêmio da Dublagem Carioca; ele ganhou o prêmio de melhor dublador coadjuvante, por ter emprestado sua voz ao personagem Humpty Dumpty no filme animado Gato de Botas.

## Lista de trabalhos dublados
Dentre os seus muitos trabalhos de dublagem, os de mais sucesso são esses:
- Relâmpago McQueen - Carros, Carros 2, MAD e Carros 3 [2]
- Wally West / Flash - Liga da Justiça (desenho animado) e Liga da Justiça Sem Limites[6]
- Krypto - Krypto, o Super-Cão[6]
- Ferocatus - Detetives do Prédio Azul
- Seong Gi-hun - Round 6